# Galendromimus multipoculi
Galendromimus multipoculi är en spindeldjursart som beskrevs av Zacarias, Moraes och D. McMurtry 2002. Galendromimus multipoculi ingår i släktet Galendromimus och familjen Phytoseiidae. Inga underarter finns listade i Catalogue of Life.